# Base aérea de Tiksi Norte

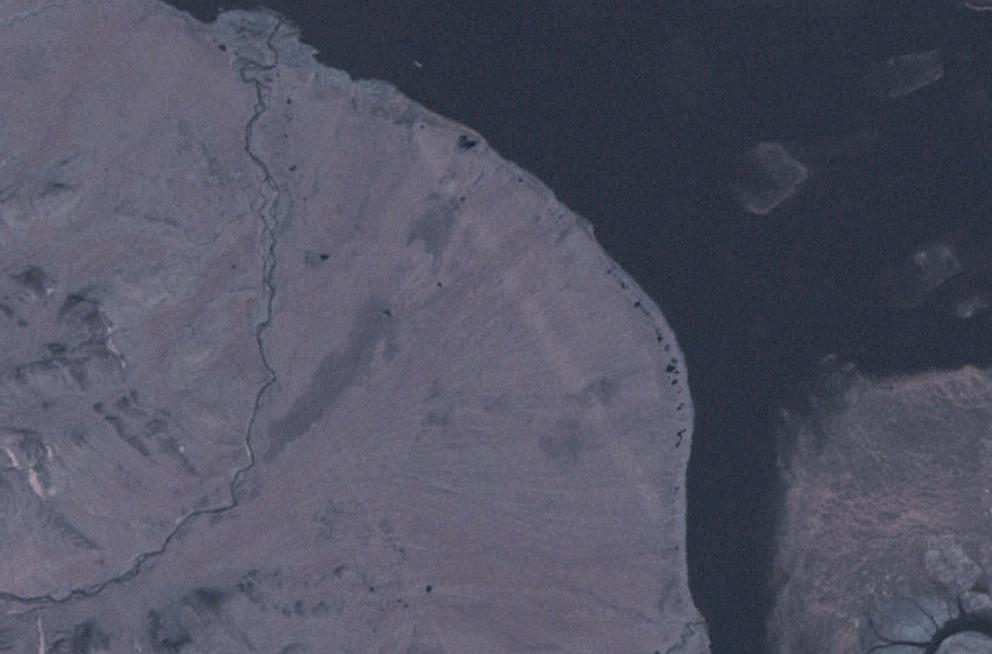
Vista de satélite de la base aérea Tiksi Norte

La Base aérea de Tiksi Norte (en ruso: Аэродром Тикси-Северный; ICAO:; IATA: ), se encuentra 41 km al norte de Tiksi, en la República de Sajá (Yakutia), Rusia.
Aparenta ser un gran campo de bombarderos que no llegó a completarse, probablemente construido alrededor de 1960. Lo que iba a ser pista puede apreciarse todavía en las imágenes del satélite.
Fue pensado como base para el establecimiento de bombarderos estratégicos o como campo de dispersión a lo largo de la costa del océano Ártico. Aparentemente fue abandonada durante su construcción. Es posible que el cambio de orientación hacia los misiles intercontinentales provocara su abandono.

## Pista
La base aérea de Tiksi Norte dispone de una pista en dirección 17/35 de 3500x60 m. (11483x197 pies).